# Maryse Condé
Maryse Condé (ur. 11 lutego 1934 w Pointe-à-Pitre, zm. w nocy z 1 na 2 kwietnia 2024 w Apt) – francuska pisarka, literaturoznawczyni i wykładowczyni uniwersytecka pochodzenia gwadelupskiego; jedna z najwybitniejszych pisarek języka francuskiego z Karaibów.

## Życiorys
Urodziła się w 1934 jako Marise Liliane Appoline Boucolon, w mieszczańskiej rodzinie nauczycielki i pracownika banku. Po ukończeniu doktoratu na Sorbonie (1975) pracowała w Gwinei, Ghanie i Senegalu jako nauczycielka, później w Londynie dla BBC, a następnie we Francji i Stanach Zjednoczonych, jako wykładowczyni uniwersytecka (Uniwersytet Columbia, Uniwersytet Kalifornijski w Berkeley, Uniwersytet Wirginii, Uniwersytet Marylandu, Uniwersytet Harvarda).
Napisała piętnaście powieści, sześć sztuk teatralnych, kilka książek dla dzieci i liczne publikacje naukowe. Była laureatką wielu nagród, m.in. Nagrody Akademii Francuskiej (1988) i Nagrody Marguerite Yourcenar (1999). Pierwszą powieść Heremakhonon opublikowała w 1976 roku; sławę przyniosła jej dwuczęściowa saga Ségou (1984–1985), która we Francji stała się bestsellerem. Wydana w 1986 roku powieść – Ja, Tituba, czarownica z Salem – została nagrodzona m.in. Grand Prix Littéraire de la Femme 1986.
Była wymieniana wśród kandydatów do Nagrody Nobla w dziedzinie literatury.